# دستفور
دستفور (به لاتین: Dəstəfur) منطقه‌ای مسکونی در جمهوری آذربایجان است که در شهرستان داش‌کسن واقع شده است. دستفور ۵۷۲ نفر جمعیت دارد.